# Pianta di Imola
La pianta di Imola è una mappa storica pittorica della città di Imola, disegnata nel 1473 da un ingegnere lombardo, Danese Maineri e riveduta da Leonardo da Vinci nel 1502, durante il periodo in cui l’artista fu al servizio di Cesare Borgia come ingegnere militare. L’originale è custodito nelle Royal Collection, nella residenza del Castello di Windsor.

## Storia
La pianta fu disegnata nel 1473 da un ingegnere lombardo, Danesio Maineri, il quale si era recato nella città romagnola per conto del Duca di Milano allo scopo di effettuare dei lavori di adattamento della rocca. Nel 1502 Leonardo tracciò degli appunti su di essa, focalizzando la sua attenzione sulla cinta muraria, le porte e il fossato. Tracciò poi la viabilità cittadina con il disegno dei quartieri. Leonardo arrivò a Imola nel settembre del 1502, dopo essere stato chiamato da Cesare Borgia per ispezionare e migliorare le difese militari della città. Imola, che era stata danneggiata durante le guerre, presentava una Rocca medievale che Leonardo analizzò con grande attenzione, sebbene le sue proposte per migliorare la fortezza non furono mai realizzate. Prima di giungere a Imola, Leonardo aveva visitato altre città della Romagna, come Rimini, Cesena e Faenza, per studiare le infrastrutture militari della regione. A Imola, il suo compito principale era l'analisi delle difese della Rocca Sforzesca, ma si dedicò anche alla creazione di una mappa dettagliata della città e dei suoi dintorni, utilizzando tecniche innovative per l’epoca.

## Caratteristiche della mappa
La Pianta di Imola è uno dei più antichi esempi di mappa urbana realizzata con una tecnica cartografica rivoluzionaria. A differenza delle mappe medievali, che spesso non rispettavano proporzioni o scale precise, la mappa di Imola è considerata un'opera di straordinaria accuratezza. Gli esperti hanno confermato che la rappresentazione della città è perfettamente in scala con la realtà. La pianta mostra una visione zenitale della città, inscritta in un cerchio suddiviso in otto settori, corrispondenti ai punti cardinali. La mappa di Leonardo non si limita a una rappresentazione militare, ma evidenzia anche aspetti topografici e paesaggistici. I quartieri della città, il perimetro degli edifici, gli spazi verdi e le mura perimetrali sono delineati con meticolosità. Particolarmente interessante è la rappresentazione del fiume, il cui corso è tratteggiato in azzurro, rivelando una cura pittorica che trascende l’aspetto puramente funzionale della mappa.

## Leonardo e la Rocca Sforzesca
La Rocca di Imola, già ristrutturata nel 1471 dopo il passaggio della città sotto la signoria degli Sforza, subì gravi danni con la conquista da parte di Cesare Borgia nel 1499. Leonardo analizzò la struttura difensiva, che nella sua mappa appare con grande precisione, inclusi i torrioni angolari, i rivellini esterni con i ponti e il palazzo nel cortile del Soccorso. La Rocca era un elemento cruciale per la difesa della città e la sua importanza strategica emerge chiaramente dal lavoro di Leonardo.

## Eredità e significato culturale
La Pianta di Imola è una testimonianza unica del lavoro di Leonardo da Vinci come ingegnere militare e cartografo. Nel 1995, l’originale fu esposta a Imola, suscitando grande interesse tra studiosi e appassionati di storia.